# Zac Efron
Pour les articles homonymes, voir Efron.
Zachary David Alexander Efron, dit Zac Efron, est un acteur et producteur de cinéma américain, né le 18 octobre 1987 à San Luis Obispo (Californie). Il dirige le studio de production Ninjas Runnin Wild Productions.
Il est découvert à 18 ans grâce au rôle de Troy Bolton dans la trilogie de Disney Channel, High School Musical (2006-2008). Il confirme avec des productions à destination d'un public jeune et surtout féminin : Hairspray (2007), 17 ans encore (2009), Le Secret de Charlie (2010), Happy New Year (2011), The Lucky One (2012) et Célibataires… ou presque (2014).
Après quelques essais dans un registre plus adulte Orson Welles et Moi (2009), Paperboy (2012) ou encore Parkland (2013), il connait un nouveau succès avec la comédie potache Nos pires voisins (2014). Il enchaîne alors les films du même genre : Dirty Papy, Hors contrôle et Nos pires voisins 2 (2016), Baywatch : Alerte à Malibu (2017), The Greatest Showman (2018) et, dans un registre plus noir, The Beach Bum (2019).
En 2019, il change de registre en incarnant le tueur en série Ted Bundy dans le film indépendant Extremely Wicked, Shockingly Evil and Vile.
En décembre 2023, l'acteur a reçu son étoile sur le célèbre Hollywood Walk of Fame et rend hommage au défunt Matthew Perry. Il y remercie aussi le réalisateur de la saga High School Musical, Kenny Ortega et le producteur Bill Borden.

## Biographie

### Jeunesse et débuts télévisuels
Zachary David Alexander Efron naît le 18 octobre 1987 à San Luis Obispo, en Californie. Il grandit à Arroyo Grande (Californie). Son père, David Efron, est ingénieur électricien dans une centrale nucléaire et sa mère, Starla Baskett, une ancienne secrétaire qui travaillait dans cette même centrale électrique. Il a un frère cadet Dylan, de son vrai nom Nicholas Dylan Efron (né le 6 février 1992) et il décrit son enfance comme étant « normales » dans une famille de classe moyenne. Bien qu'il se décrive comme juif, il est agnostique, car il ne s'est jamais intéressé à la religion.
À l'âge de onze ans, son père lui donne sa permission pour lancer sa carrière d'acteur. Au lycée, il joue fréquemment dans les pièces de théâtre et il travaille également aux théâtres The Great American Melodrama et Vaudeville, puis il commence à prendre des cours de chant. Il joue dans de nombreuses comédies musicales : Gypsy, Peter Pan, The Boy Who Wouldn't Grow Up, Little Shop of Horrors et The Music Man. Il est recommandé à un agent de Los Angeles par sa professeure d'art dramatique, Robyn Metchik (la mère des acteurs Aaron Michael Metchik et Asher Metchik). Plus tard, Zac signe un contrat avec l'agence Creative Artists Agency.
En 2006, il sort diplômé du lycée Arroyo Grande High School, puis est accepté à l'université de Californie du Sud, mais il décline l'opportunité pour se consacrer à sa carrière d'acteur .
En 2002, à l'âge de quinze ans, il lance sa carrière d'acteur en apparaissant dans des séries télévisées telles que Firefly, Urgences et Le Protecteur. En 2004, il obtient le rôle de Cameron Bale dans la série dramatique Summerland. Dans la première saison de la série, son personnage était un personnage récurrent mais il devient régulier à partir de la seconde saison. Grâce à son rôle dans Summerland, il apparait dans plusieurs séries connues comme Les Experts : Miami, La Vie de palace de Zack et Cody et The Replacements.
En 2003, il joue dans le téléfilm L'Amour d'une mère (Miracle Run), diffusé sur la chaîne américaine Lifetime. Grâce à son rôle, il a été nommé pour un Young Artist Awards dans la catégorie « Meilleure performance dans un téléfilm ». En 2005, il joue dans le clip de Hope Partlow, Sick Inside. Cette même année, il tient le rôle de Patrick McCardle dans le film Un cœur gagnant.

### Révélation commerciale (2006-2007)
En 2006, Zac Efron joue le personnage principal dans le Disney Channel Original Movie, High School Musical. Il incarne Troy Bolton, le capitaine de l'équipe de basket-ball du lycée East High et également le plus populaire du lycée. Le film, qu'il a fait avec de « faibles attentes », l'a fait connaître du grand public autant en tant qu'acteur que chanteur, même si sa voix, lorsqu'il chante dans le film, a été doublé par Drew Seeley. Il a été placé quatrième au classement du Internet Movie Database[Lequel ?] pendant une semaine dès le 29 janvier 2006. En août 2006, il remporte deux Teen Choice Awards dans les catégories « Révélation de l'année » et « Meilleure alchimie » (partagé avec sa partenaire Vanessa Hudgens). Afin de promouvoir le film, le casting s'est rendu à Sydney, Londres et d'autres pays.
Peu après la sortie du film, deux chansons chantées par cet acteur dans le film ont été simultanément placés en tête du Billboard Hot 100 : Get'Cha Head in the Game et Breaking Free (en duo avec Vanessa Hudgens). La semaine suivante, cinq chansons chantées par Zac ont également été simultanément placés en tête du Billboard Hot 100 : Start of Something New, What I've Been Looking For, Get'Cha Head in the Game, Breaking Free et We're All in This Together. Breaking Free a été le single qui a le plus grimpé dans le Billboard Hot 100, passant de la 86e place à la 4e en deux semaines ; ce record a été battu par Shakira et Beyoncé Knowles avec leur duo Beautiful Liar. En 2006, Zac participe au Disney's Friends for Change Games.
Ses talents de chanteur ont été disputés lorsqu'il a été révélé que l'acteur et chanteur canadien Drew Seeley est celui qui doublait la voix de Zac lorsqu'il chantait dans High School Musical. Le 23 août 2007, lors d'une interview avec le magazine Rolling Stone, Zac révèle qu'il a obtenu son rôle dans HSM une fois que les chansons ont été écrites, et les chansons, qui ont été écrites pour un ténor, n'étaient pas dans ses cordes.
En 2006, il obtient le rôle de Link Larkin dans la comédie musicale Hairspray, sorti le 20 juillet 2007. Dans ce film, il n'a été doublé par personne lorsqu'il chante. Pour ce rôle, il a dû se teindre les cheveux en noir et prendre quinze kilos. Le film a reçu des critiques positives. À cause du tournage de Hairspray, le jeune acteur n'a en revanche pas pu faire partie de la tournée pour « High School Musical : Le Concert ». Drew Seeley l'a donc remplacé.

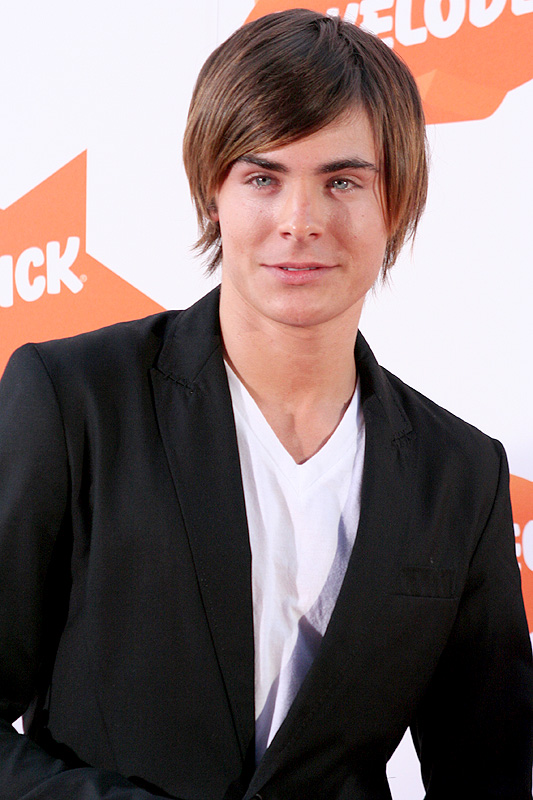
Le jeune acteur aux Nickelodeon Awards 2007, à Sydney, à la suite du succès de High School Musical.

Le 7 avril 2007, il joue dans un épisode de Punk'd : Stars piégées. Il joue ensuite dans le clip de Vanessa Hudgens, Say Ok, sorti le 16 mars 2007 sur Disney Channel. Cette même année, il a été élu l'un des « 100 plus beaux hommes » par le magazine People. La même année, il révèle qu'au lycée on se moquait souvent de lui à cause de sa taille (ne mesurant que 1 m 73) ou à cause du « grand écart » entre ses dents.
En août 2007, il reprend son rôle pour High School Musical 2. Le film a un véritable succès et devient le téléfilm le plus vu de toute l'histoire avec 17 200 000 téléspectateurs. Ce même mois, il fait la couverture du magazine Rolling Stone. Le 10 octobre 2007, il coprésente les Kids' Choice Awards avec The Veronicas à Sydney.

### Diversification en demi-teinte (2008-2013)
En début d'année 2008, Zac Efron parvient à s'extirper du genre musical et de productions adolescentes en décrochant le rôle principal dans le film Orson Welles et Moi. Le film est tourné à Londres, New York et Île de Man de février à avril 2008 et introduit lors du festival international du film de Toronto en septembre 2008, puis il est sorti en salles en 2009. Il est choisi pour tenir le rôle principal dans le remake de Footloose, mais en mars 2009, il laisse tomber le projet.
Le 24 octobre 2008, le troisième et dernier film de la saga HSM, High School Musical 3 : Nos années lycée sort au cinéma. En 2009, il tient le rôle principal de la comédie fantastique pour adolescents 17 ans encore. Le 8 avril 2009, il participe à la web série de vidéos comiques Funny or Die. Le 11 avril 2009, il présente un épisode de l'émission de télé Saturday Night Live.
En juin 2009, il apparaît dans un épisode de la sixième saison de la série Entourage. Cette même année, il signe pour jouer le personnage principal dans le film dramatique indépendant Le Secret de Charlie qui est sorti le 30 juillet 2010 au cinéma.
En 2011, il est placé en seconde place dans le classement des « Plus magnifiques personnes » par le magazine People. Toujours en 2011, il joue dans la comédie romantique chorale Happy New Year de Garry Marshall qui a fait bonne impression dans le box-office en dépit des critiques négatives.

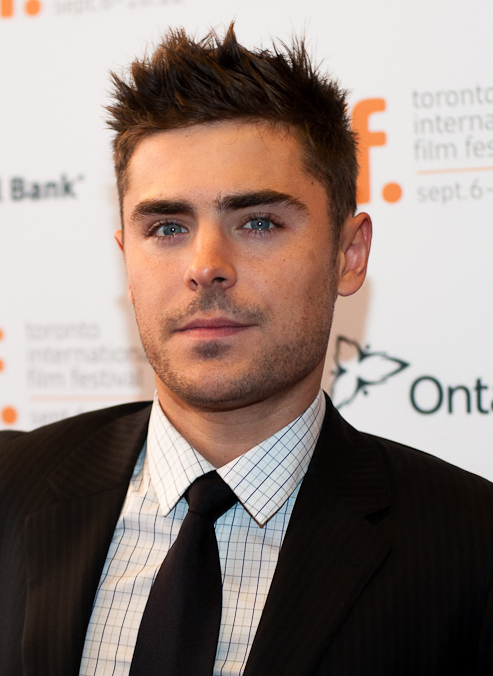
L'acteur à la présentation de Paperboy au Festival international du film de Toronto, 2012.

L'année 2012 est très riche : tout d'abord, il prête sa voix au personnage de Teg Wiggins dans le film animé Le Lorax aux côtés de Taylor Swift, puis partage l'affiche du mélodrame romantique The Lucky One avec Taylor Schilling. Parallèlement, il s'aventure dans un cinéma plus ambitieux : il partage l'affiche du thriller Paperboy avec Nicole Kidman et Matthew McConaughey, et ce sous la direction de Lee Daniels. Puis, il tient un second rôle dans le film indépendant Liberal Arts, première réalisation de l'acteur Josh Radnor. Enfin, il évolue aux côtés de Dennis Quaid dans le thriller At Any Price,.
En 2013, il interprète le docteur Jim Carrico dans le drame politico-historique choral Parkland. À la suite des échecs de ces différents projets, il va se concentrer sur un cinéma plus léger, et miser sur la comédie.

### Comédies potaches (2014-2019)
En 2014, Zac Efron produit et joue dans la comédie romantique Célibataires... ou presque, aux côtés de deux autres valeurs montantes du cinéma hollywoodien, Miles Teller et Michael B. Jordan. Mais la même année, c'est loin de cette image lisse et idéalisée qu'il convainc : dans la comédie potache Nos pires voisins, il incarne le membre d'une fraternité étudiante refusant de passer à l'âge adulte. Il donne la réplique à Seth Rogen, Rose Byrne et Dave Franco. Le film est un succès commercial, et installe Efron dans un nouveau registre.
En 2015, il mène le film indépendant romancé We Are Your Friends, écrit et réalisé par Max Joseph. Il a pour partenaire le sex-symbol Emily Ratajkowski. Mais en 2016, non seulement il revient dans Nos pires voisins 2 (dont le casting a été complété par Selena Gomez et Chloë Grace Moretz), mais il partage aussi l'affiche de la comédie trash Dirty Papy avec Robert De Niro. Enfin, il joue dans la comédie populaire Hors contrôle, avec Adam DeVine, Anna Kendrick et Aubrey Plaza.

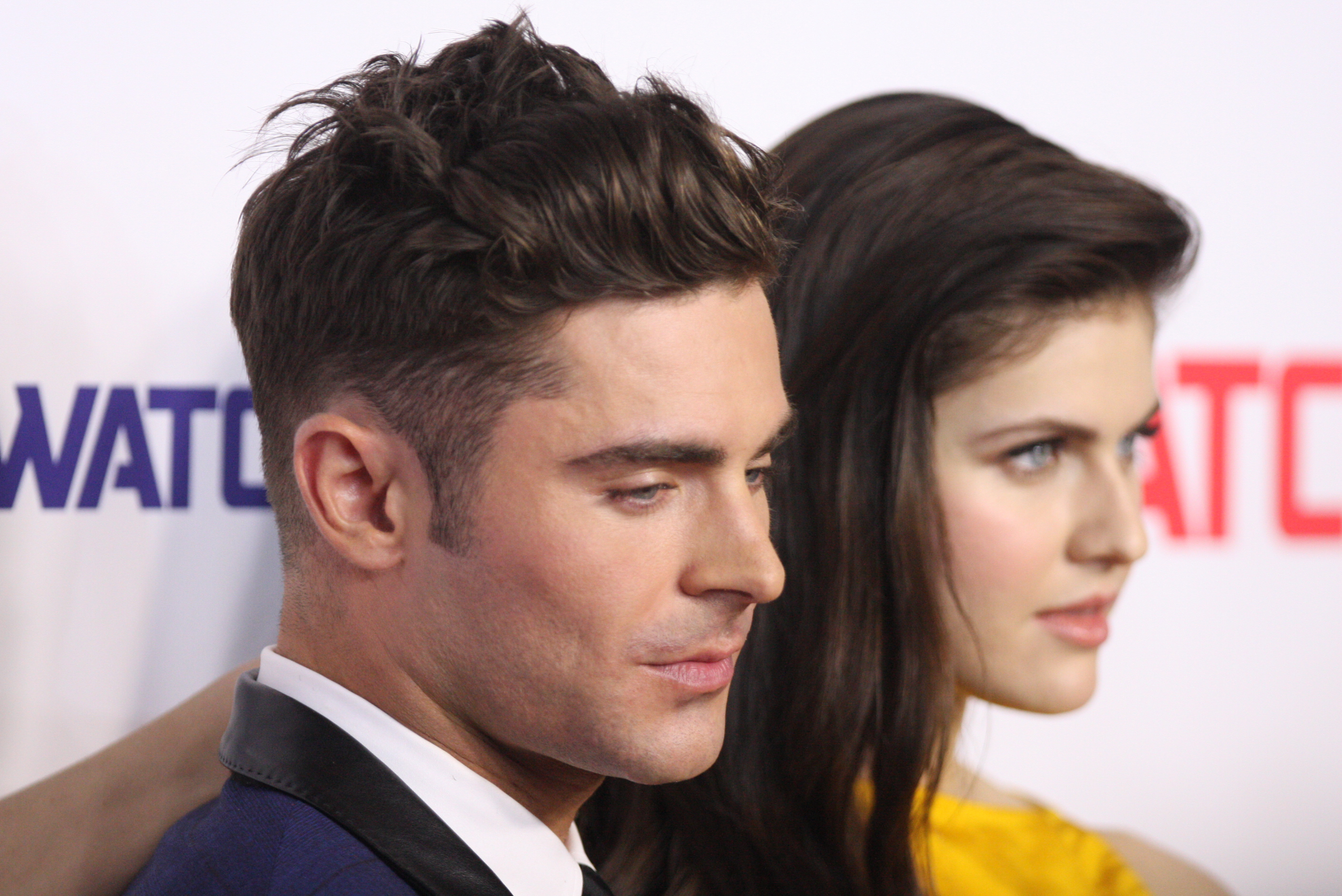
L'acteur à la première australienne de Baywatch : Alerte à Malibu, aux côtés d'Alexandra Daddario.

En 2017, il passe à une grosse production : Baywatch : Alerte à Malibu. Il y évolue aux côtés de Dwayne Johnson, Alexandra Daddario, Kelly Rohrbach et Priyanka Chopra, ce film est adapté de la série du même nom à succès. Il reprend le rôle tenu par David Charvet dans la fiction à succès des années 1990. Il conclut l'année en revenant à son registre de prédilection, la comédie musicale : il donne la réplique à Hugh Jackman, tête d'affiche du biopic The Greatest Showman avec Michelle Williams et Zendaya.
L'année 2018 lui permet de passer à un humour potache plus noir avec The Beach Bum, nouvelle réalisation de Harmony Korine. Il y retrouve Matthew McConaughey, tête d'affiche du long-métrage.
En 2019, il est à l'affiche du film Extremely Wicked, Shockingly Evil and Vile, réalisé par Joe Berlinger, il retrace une partie de la vie de Ted Bundy, un tueur en série américain, et plus particulièrement sa relation avec sa petite-amie Elizabeth Kloepfer jouée par Lily Collins.
La même année, il intègre le casting du film animé sur Scooby-Doo intitulé Scoob, produit par Warner Bros., dans le rôle de Fred Jones. Il sera aux côtés d'Amanda Seyfried, Will Forte, Gina Rodriguez et Tracy Morgan. Le film est prévu pour le 15 mai 2020.

### Changement de registre (depuis 2022)
En 2022, il change complètement de registre en incarnant le rôle masculin principal du thriller fantastique Firestarter réalisé par Keith Thomas. Cependant, le film reçoit un accueil glacial de la part des critiques.
Le 14 juin 2022, il est ensuite annoncé au casting de la comédie romantique Les Dessous de la famille (A Family Affair), réalisée par Richard LaGravenese et produite par la plateforme Netflix avec pour co-star Nicole Kidman et Joey King. Ce film signe sa seconde collaboration à l'écran avec Nicole Kidman à qui il avait déjà donné la réplique dix ans auparavant dans Paperboy. Le film est prévu pour 2024.
En 2023, il est la tête d'affiche du film biographique The Iron Claw de Sean Durkin où il incarne le rôle de la star de catch Kevin Von Erich où il donne la réplique à Harris Dickinson, Jeremy Allen White, Lily James, Maura Tierney et Holt McCallany.

### Vie privée
En 2005, Zac Efron entame une relation avec sa partenaire dans High School Musical, Vanessa Hudgens. À la suite de la très grande notoriété des deux jeunes acteurs en raison de l'immense succès international rencontré par le téléfilm, le « super-couple » devient alors une cible pour les médias qui très rapidement les surnommeront « Zanessa »,. En décembre 2010, il a été annoncé que le couple se sépare après cinq ans de relation.

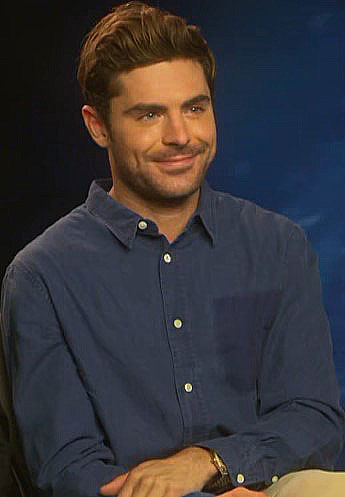
Zac Efron en 2017.

Il fréquente brièvement l'actrice Lily Collins, d'octobre 2013 à janvier 2014, ainsi que l'actrice Michelle Rodriguez, de juin 2014 à août 2014 et la mannequin Sami Miro de septembre 2014 à juin 2016.
Il se montre plus discret sur sa vie privée. Néanmoins, à partir de juin 2020, il est en couple avec le mannequin australien Vanessa Valladares. Ils se sont séparés en avril 2021 après 10 mois de relation.
En septembre 2013, la presse annonce que l'acteur a dû effectuer deux cures de désintoxication en mars et avril de la même année, pour soigner son addiction à la cocaïne et à la MDMA,,.
En 2010, il crée sa propre société de production sous Warner Bros., Ninjas Runnin' Wild. La société joue un rôle dans la production de films Dirty Papy, Célibataires... ou presque et Extremely Wicked, Shockingly Evil and Vile. En 2019, son frère Dylan, qui joue également un rôle dans la société, déclare que Ninjas Runnin' Wild a commencé à produire davantage de contenu numérique en plus de leurs films traditionnels.
En mars 2019, il annonce la création de sa chaîne YouTube. La plateforme de partage de vidéos hébergera deux séries hebdomadaires. « Off the Grid » suivra Zac et son frère Dylan Efron qui participent à des activités et à des sorties en plein air sans dispositif électronique, à l'exception d'une caméra vidéo afin de documenter leurs expériences et « Gym Time » qui mettra l'accent sur le fitness et la nutrition, avec des célébrités et des athlètes, comme l'actrice Nina Dobrev.
Le 23 avril 2021, à l'occasion du Earth Day, il est apparu dans une émission diffusée sur Facebook avec le visage méconnaissable. Sur Instagram, il se fait beaucoup critiquer, et il est souvent comparé à Igor et Grichka Bogdanoff ou encore au visage de The Weeknd dans son clip Save Your Tears. Mais les fans de la star d'High School Musical n'hésitent pas à prendre sa défense en prenant comme exemple la triste transformation de l'acteur Chadwick Boseman.
À la suite de ce buzz, son ami depuis plusieurs années, Kyle Sandilands a confié dans son émission de radio : « Je le saurais s’il avait subi une opération de chirurgie esthétique ». Certains chirurgiens esthétiques n’ont pas hésité à réagir : « Tout le monde parle de Zac Efron et à quel point son apparence est étrange. Est-ce qu’il a succombé à la chirurgie pour façonner sa mâchoire à l’aide de botox ou d’injections ? Je ne pense pas. En fait, je pense qu'il a subi un acte de chirurgie dentaire et non une opération de chirurgie esthétique. C'est pour cette raison qu'il est gonflé à ces endroits. Si vous avez déjà fait retirer vos dents de sagesse, est-ce que vous ressembliez à cela ? » Et de préciser : « Tout va probablement revenir à la normale très bientôt. »
Dans une interview donnée en septembre 2022 sur Instagram, Zac Efron revient sur les raisons de sa transformation physique. Il explique que celle-ci résulte d'une chute survenue chez lui, où il s'est « brisé la mâchoire en courant en chaussettes ». Après avoir glissé et frappé son menton contre une fontaine en granit, il a perdu connaissance et s'est réveillé avec une blessure sérieuse, son « menton pendait ».

## Filmographie

### Cinéma
- 2003 : Melinda's World de David Baumgarten : Stuart Wasser
- 2005 : Un cœur gagnant (The Derby Stallion) de Craig Clyde (en) : Patrick McCardle
- 2007 : Hairspray d'Adam Shankman : Link Larkin
- 2008 : High School Musical 3 : Nos années lycée (High School Musical 3 : Senior Year) de Kenny Ortega : Troy Bolton
- 2009 : 17 ans encore (17 Again) de Burr Steers : Mike O'Donnell, à 17 ans
- 2009 : Orson Welles et Moi (Me and Orson Welles) de Richard Linklater : Richard Samuels
- 2010 : Le Secret de Charlie (Charlie St. Cloud) de Burr Steers : Charlie St. Cloud
- 2011 : Happy New Year (New Years's Eve) de Garry Marshall : Paul
- 2012 : Love and Other Lessons (Liberal Arts) de Josh Radnor : Nat
- 2012 : At Any Price de Ramin Bahrani : Dean Whipple
- 2012 : Le Lorax (Dr. Seuss' The Lorax) de Chris Renaud et Kyle Balda : Tedd Wiggins (voix)
- 2012 : The Lucky One de Scott Hicks : Logan Thibault
- 2012 : Paperboy (The Paperboy) de Lee Daniels : Jack Jensen
- 2013 : Parkland de Peter Landesman : Dr Jim Carrico
- 2014 : Nos pires voisins (Neighbors) de Nicholas Stoller : Teddy Sanders
- 2014 : Célibataires... ou presque (That Awkward Moment) de Tom Gormican : Jason
- 2015 : We Are Your Friends de Max Joseph : Cole Carter
- 2016 : Dirty Papy (Dirty Grandpa) de Dan Mazer : Jason Kelly
- 2016 : Nos pires voisins 2 (Neighbors 2 : Sorority Rising) de Nicholas Stoller : Teddy Sanders
- 2016 : Hors contrôle (Mike and Dave Need Wedding Dates) de Jake Szymanski : Dave Stangle
- 2017 : Baywatch : Alerte à Malibu (Baywatch) de Seth Gordon : Matt Brody
- 2017 : The Disaster Artist de James Franco : Dan Janjigian
- 2018 : The Greatest Showman de Michael Gracey : Phillip Carlyle
- 2019 : Extremely Wicked, Shockingly Evil and Vile de Joe Berlinger : Ted Bundy
- 2019 : The Beach Bum de Harmony Korine : Fricker
- 2020 : Scooby ! (Scoob!) de Tony Cervone (en) : Fred Jones (voix)
- 2022 : Gold d'Anthony Hayes (en) : Virgil, le premier homme
- 2022 : Firestarter de Keith Thomas (en) : Andy McGee
- 2022 : The Greatest Beer Run Ever de Peter Farrelly : John « Chickie » Dononhue
- 2023 : Iron Claw (The Iron Claw) de Sean Durkin : Kevin Von Erich
- 2024 : Ricky Stanicky de Peter Farrelly : Dean
- 2024 : Les Dessous de la famille (A Family Affair) de Richard LaGravenese : Chris Cole

### Télévision

#### Téléfilms
- 2003 : The Big Wide World Of Carl Leamke de Greg Mottola : Petter Laemke
- 2004 : L'Amour d'une mère (Miracle Run) de David Greene : Stephen Morgan
- 2004 : Triple Play de John Tracy (en) : Harry Fuller
- 2006 : If You Lived Here, You'd be Home Now de Peter Lauer : Cody
- 2006 : High School Musical de Kenny Ortega : Troy Bolton
- 2007 : High School Musical 2 de Kenny Ortega : Troy Bolton

#### Séries télévisées
- 2002 : Firefly : Simon Tam (saison 1, épisode 5)
- 2003 : Le Protecteur (The Guardian) : Luke Tomello (saison 3, épisode 15)
- 2003 : Urgences (ER) : Bobby Neville (saison 10, épisode 3)
- 2004-2005 : Summerland : Cameron Bale (16 épisodes)
- 2005 : Les Experts : Miami (CSI : Miami) : Seth Dawson (saison 3, épisode 19)
- 2006 : Heist : le livreur de pizza (saison 1, épisode 1)
- 2006 : La Vie de palace de Zack et Cody (The Suite Life of Zack & Cody) : Trevor (saison 2, épisode 1)
- 2006 : NCIS : Enquêtes spéciales (NCIS) : Danny (saison 3, épisode 13)
- 2006 : Les Remplaçants (The Replacements) : Davey Hunkerhoff (voix)
- 2009-2016 : Robot Chicken : Billy Toel, Harry Potter, Anakin Skywalker... (voix) (5 épisodes)
- 2009 : Saturday Night Live : lui-même (saison 34, 6 épisodes)
- 2009 : Entourage : lui-même (saison 6, épisode 9)
- 2019 : Human Discoveries : Gary (voix)
- 2020 : Killing Zac Efron : lui-même (saison 1)

#### Télé-réalité
- 2014 : Star vs Wild : lui - même (saison 1, épisode 1 )
- 2020 : Les Pieds sur terre avec Zac Efron (Down to Earth with Zac Efron) (Saison 1, 8 épisodes)

## Distinctions
Sauf indication contraire, les informations mentionnées dans cette section peuvent être confirmées par la base de données cinématographiques IMDb,  présente dans la section « Liens externes ».

### Bravo Otto
| Année | Prix       | Catégorie                       | Nomination | Résultat   |
| ----- | ---------- | ------------------------------- | ---------- | ---------- |
| 2006  | Bravo Otto | Meilleur comédien               | Zac Efron  | Nomination |
| 2007  | Bravo Otto | Vedette masculine de télévision | Zac Efron  | Lauréat    |
| 2008  | Bravo Otto | Vedette masculine de télévision | Zac Efron  | Lauréat    |
| 2010  | Bravo Otto | Vedette masculine de télévision | Zac Efron  | Lauréat    |

### Critics' Choice Movie Awards
| Année | Prix                                           | Catégorie | Nomination | Résultat   |
| ----- | ---------------------------------------------- | --- | ---------- | ---------- |
| 2008  | 13e cérémonie des Critics' Choice Movie Awards | Meilleure distribution                                                                                          | Hairspray  | Lauréat    |
| 2008  | 13e cérémonie des Critics' Choice Movie Awards | Meilleure chanson originale avec Queen Latifah, Nikki Blonsky et Elijah Kelley - « Come So Far (So Far to Go) » | Hairspray  | Nomination |

### MTV Movie & TV Awards
| Année | Prix                       | Catégorie                            | Nomination                               | Résultat   |
| ----- | -------------------------- | ------------------------------------ | ---------------------------------------- | ---------- |
| 2008  | MTV Movie Awards 2008      | Révélation masculine                 | Hairspray                                | Lauréat    |
| 2009  | MTV Movie Awards 2009      | Meilleur baiser avec Vanessa Hudgens | High School Musical 3 : Nos années lycée | Lauréat    |
| 2009  | MTV Movie Awards 2009      | Meilleure performance masculine      | High School Musical 3 : Nos années lycée | Nomination |
| 2010  | MTV Movie Awards 2010      | Meilleure performance masculine      | 17 ans encore                            | Nomination |
| 2011  | MTV Movie Awards 2011      | Meilleure performance masculine      | Le Secret de Charlie                     | Nomination |
| 2014  | MTV Movie Awards 2014      | Meilleure performance sans chemise   | Célibataires... ou presque               | Lauréat    |
| 2015  | MTV Movie Awards 2015      | Meilleure performance sans chemise   | Nos pires voisins                        | Lauréat    |
| 2015  | MTV Movie Awards 2015      | Meilleur duo avec Dave Franco        | Nos pires voisins                        | Lauréat    |
| 2015  | MTV Movie Awards 2015      | Meilleur combat avec Seth Rogen      | Nos pires voisins                        | Nomination |
| 2015  | MTV Movie Awards 2015      | Meilleur moment musical              | Nos pires voisins                        | Nomination |
| 2017  | MTV Movie & TV Awards 2017 | Meilleur baiser avec Anna Kendrick   | Hors contrôle                            | Nomination |

### People's Choice Awards
| Année | Prix                                     | Catégorie                                    | Nomination | Résultat   |
| ----- | ---------------------------------------- | -------------------------------------------- | ---------- | ---------- |
| 2008  | 34e cérémonie des People's Choice Awards | Acteur de cinéma préférée moins de 35 ans    | Zac Efron  | Nomination |
| 2011  | 37e cérémonie des People's Choice Awards | Acteur de cinéma préférée de moins de 25 ans | Zac Efron  | Lauréat    |
| 2013  | 39e cérémonie des People's Choice Awards | Acteur de film dramatique préféré            | Zac Efron  | Lauréat    |
| 2015  | 41e cérémonie des People's Choice Awards | Acteur de film comique préféré               | Zac Efron  | Nomination |
| 2017  | 43e cérémonie des People's Choice Awards | Acteur de film comique préféré               | Zac Efron  | Nomination |

### Teen Choice Awards
| Année | Prix                                 | Catégorie                                               | Nomination                               | Résultat   |
| ----- | ------------------------------------ | ------------------------------------------------------- | ---------------------------------------- | ---------- |
| 2006  | 8e cérémonie des Teen Choice Awards  | Révélation masculine                                    | High School Musical                      | Lauréat    |
| 2006  | 8e cérémonie des Teen Choice Awards  | Meilleure alchimie avec Vanessa Hudgens                 | High School Musical                      | Lauréat    |
| 2007  | 9e cérémonie des Teen Choice Awards  | Plus « beau mec » de l'année                            | Zac Efron                                | Lauréat    |
| 2008  | 10e cérémonie des Teen Choice Awards | Meilleur hôte masculin                                  | Zac Efron                                | Nomination |
| 2008  | 10e cérémonie des Teen Choice Awards | Meilleure icône masculine de la mode sur le tapis rouge | Zac Efron                                | Nomination |
| 2009  | 11e cérémonie des Teen Choice Awards | Movie Rockstar Moment                                   | 17 ans encore                            | Lauréat    |
| 2009  | 11e cérémonie des Teen Choice Awards | Meilleur acteur dans un film de comédie                 | 17 ans encore                            | Lauréat    |
| 2009  | 11e cérémonie des Teen Choice Awards | Meilleur acteur dans un film de danse/musical           | High School Musical 3 : Nos années lycée | Lauréat    |
| 2009  | 11e cérémonie des Teen Choice Awards | Meilleur baiser avec Vanessa Hudgens                    | High School Musical 3 : Nos années lycée | Nomination |
| 2010  | 12e cérémonie des Teen Choice Awards | Meilleur acteur de l'été                                | Le Secret de Charlie                     | Nomination |
| 2011  | 13e cérémonie des Teen Choice Awards | Meilleure icône masculine de la mode sur le tapis rouge | Zac Efron                                | Lauréat    |
| 2012  | 14e cérémonie des Teen Choice Awards | Meilleur acteur dans un film dramatique                 | The Lucky One                            | Lauréat    |
| 2012  | 14e cérémonie des Teen Choice Awards | Meilleur acteur dans un film romantique                 | The Lucky One                            | Lauréat    |
| 2012  | 14e cérémonie des Teen Choice Awards | Meilleur baiser avec Taylor Schilling                   | The Lucky One                            | Nomination |
| 2012  | 14e cérémonie des Teen Choice Awards | Meilleure voix-off                                      | Le Lorax                                 | Nomination |
| 2016  | 18e cérémonie des Teen Choice Awards | Meilleur acteur dans un film de comédie                 | Nos pires voisins 2                      | Lauréat    |
| 2016  | 18e cérémonie des Teen Choice Awards | Meilleure crise de colère                               | Nos pires voisins 2                      | Nomination |
| 2017  | 19e cérémonie des Teen Choice Awards | Meilleur acteur dans un film de comédie                 | Baywatch : Alerte à Malibu               | Lauréat    |
| 2018  | 20e cérémonie des Teen Choice Awards | Meilleur acteur dans un film dramatique                 | The Greatest Showman                     | Lauréat    |
| 2018  | 20e cérémonie des Teen Choice Awards | Meilleure alchimie avec Zendaya                         | The Greatest Showman                     | Lauréat    |
| 2018  | 20e cérémonie des Teen Choice Awards | Meilleur baiser avec Zendaya                            | The Greatest Showman                     | Nomination |

### Young Artist Awards
| Année | Prix                | Catégorie                                                             | Nomination          | Résultat   |
| ----- | ------------------- | --------------------------------------------------------------------- | ------------------- | ---------- |
| 2005  | Young Artist Awards | Meilleur second rôle masculin dans un téléfilm, mini-série ou spécial | L'Amour d'une mère  | Nomination |
| 2007  | Young Artist Awards | Meilleur acteur dans un téléfilm, mini-série ou spécial               | High School Musical | Nomination |

### Young Hollywood Awards
| Année | Prix                                     | Catégorie                                                   | Nomination                 | Résultat   |
| ----- | ---------------------------------------- | ----------------------------------------------------------- | -------------------------- | ---------- |
| 2008  | 12e cérémonie des Young Hollywood Awards | One to Watch                                                | Hairspray                  | Lauréat    |
| 2014  | 16e cérémonie des Young Hollywood Awards | Meilleur trio avec Dave Franco, et Christopher Mintz-Plasse | Nos pires voisins          | Nomination |
| 2014  | 16e cérémonie des Young Hollywood Awards | Meilleur trio avec Miles Teller, et Michael B. Jordan       | Célibataires... ou presque | Nomination |

### Autres récompenses
- CinemaCon 2016 : Star comique de l'année avec Anna Kendrick et Adam DeVine
- Gold Derby Awards 2008: Meilleure distribution pour Hairspray
- Hollywood Film Awards : Meilleure distribution de l'année pour Hairspray
- Kids' Choice Awards, Australie 2007 : Star de cinéma favorite
- Mammoth Film Festival 2019 : Meilleur long métrage pour Extremely Wicked, Shockingly Evil and Vile
- Festival international du film de Palm Springs 2008 : Meilleur distribution pour Hairspray
- ShoWest Convention 2009 : Meilleure nouvelle interprète de l'année
- Étoile sur le Hollywood Walk of Fame 2023

### Autres nominations
- Astra Awards : 2008 : Personnalité internationale ou acteur préféré
- 13e cérémonie des Screen Actors Guild Awards 2007 : Meilleure distribution dans une comédie musicale pour Hairspray (2007).
- Gold Derby Awards : Meilleure distribution pour Hairspray (2007).
- Online Film & Television Association 2008 : 
  - Meilleure musique, chanson originale « Come So Far (Got So Far to Go) » avec Queen Latifah, Nikki Blonsky et Elijah Kelley pour Hairspray (2007).
  - Meilleure musique, chanson adaptée « You Can't Stop the Beat » avec Nikki Blonsky, Amanda Bynes, Elijah Kelley, John Travolta et Queen Latifah pour Hairspray (2007).
- Kids' Choice Awards 2010 : Acteur favori pour 17 ans encore

## Voix francophones
En France, Yoann Sover est la voix française régulière de Zac Efron.
Au Québec, Nicolas Charbonneaux-Collombet est la voix québécoise régulière de l'acteur.
En France
| - Yoann Sover dans : - High School Musical : Premiers pas sur scène (téléfilm) - Hairspray - High School Musical 2 (téléfilm) - High School Musical 3 : Nos années lycée - 17 ans encore - Le Secret de Charlie - Happy New Year - Paperboy - At Any Price - Entourage (série télévisée) - Parkland - Nos pires voisins - Running Wild with Bear Grylss (téléréalité) - We Are Your Friends - Nos pires voisins 2 - The Disaster Artist - The Greatest Showman - Extremely Wicked, Shockingly Evil and Vile - Les Pieds sur Terre avec Zac Efron (voice-over, documentaire) - Gold - The Greatest Beer Run Ever - Iron Claw - Ricky Stanicky - Les Dessous de la famille | - Gauthier Battoue dans : - Hors contrôle - Baywatch : Alerte à Malibu et aussi - Dimitri Rougeul dans Summerland (série télévisée) - Christophe Hespel (Belgique) dans Un cœur gagnant - Alexandre Gillet dans La Vie de palace de Zack et Cody (série télévisée) - Kev Adams dans Le Lorax (voix) - Axel Kiener dans Dirty Papy - Mathias Kozlowski dans Scooby ! (voix) - Marc Arnaud dans Firestarter |

Au Québec